# Аниковичи
Ани́ковичи (бел. Анікавічы) — упразднённый сельский населённый пункт, бывшая деревня в составе Маслаковского сельсовета Горецкого района Могилёвской области Республики Беларусь.

## История
Упразднена 17 марта 2009 года.
В деревне родился генерал-майор Павел Пилипенко.

## Население
- 1999 год — 3 человека
- 2010 год — 0 человек